# Sand Point (Alaska)
Sand Point è una località degli Stati Uniti d'America, capoluogo del borough delle Aleutine orientali, nello Stato dell'Alaska.